# Tijdlijn van Brussel
De tijdlijn van Brussel is een chronologische lijst van feiten en gebeurtenissen betreffende het Brussels Hoofdstedelijk Gewest.

## Tijdlijn
|  | - Na een leven van hard labeur op het veld en een verre pelgrimstocht overlijdt Guido van Laken in Anderlecht. - In het heiligenleven van Veronus van Lembeek laat Olbert van Gembloers een zondig meisje passeren in Brosella (oudste solide vermelding van Brussel). - Bisschop Gerard I van Kamerijk staat op vraag van graaf Lambert II Balderik de stichting toe van het Sint-Goedelekapittel. - Monniken uit de abdij van Lobbes dragen hun patroonheilige Ursmarus in processie door Vlaanderen en veroorzaken op de terugweg in Brussel een volkstoeloop. - Bisschop Lietbertus van Kamerijk ontslaat op vraag van graaf Hendrik II van Leuven de ecclesia Borsellensi van alle lasten, tegen een symbolisch jaargeld. - Rainildis, weduwe van Folcardus van Anderlecht/Aa, sticht het kapittel van Anderlecht. De kanunniken vinden in de resten van Guido een relikwie om gelovigen aan te trekken en de concurrentie met Brussel aan te gaan. - Steppo, heer van Brussel, trouwt met Fredesvende, dochter van Folcardus en Rainildis van Anderlecht. - Met Franco I duikt voor het eerst een Burggraaf van Brussel op in de oorkonden. Mogelijk is hij de zoon en opvolger van Steppo. - In het boerendorp Jette brengt Onulfus van Wolvertem een vestiging onder van reguliere augustijnerkanunniken, de latere abdij van Dielegem. |
|  | - De vrouwenpriorij van Meerhem verhuist naar Vorst. - Paus Paschalis II neemt de Sint Goedele onder zijn bescherming. - Eerste vermelding van een kasteel in Brussel (charter van hertog Godfried I van Lotharingen ten voordele van de abdij van Affligem). - Verschijning van de amman in de bronnen, de dichtste medewerker van de hertogen naast de burggraaf. Met zijn witte, vijf voet lange staf en zijn gezworen knapen was hij een imposante figuur. - Bisschop Burchard doet een schenking aan het gasthuis van Onze-Lieve-Vrouw en de Twaalf Apostelen. In deze instelling, opgericht bij de Sint Goedele door burgerdame Richilde, vinden reizigers en pelgrims twaalf bedden. - Herstel van het Sint-Niklaasgasthuis. - Oprichting van de Kapellekerk. - Eerste vermelding van Sint-Jacob-op-Koudenberg. - Paus Alexander III brengt Sint Goriks, Sint Jacobs, de Sint-Niklaaskapel en de Molenbeekse Sint-Janskerk onder het gezag van het Sint-Goedelekapittel. - De leprozerie Sint Pieters opent buiten de stadsmuren. - Lekenbroeders van de Heilige Geest richten een hospitaal op dat zal uitgroeien tot Sint-Jan-op-de-Poel, waaraan ook lekenzusters verbonden zijn. |
|  | - De testamenten van Willem en Michiel Wichmar tonen ons een familie die actief is in de internationale textielhandel (linnen, wol, brazielhout). - Met de eerste stadskeure probeert hertog Hendrik I de factiestrijd binnen het patriciaat te bedaren. Als het gemeen daar lelijke dingen over zegt, mag dat worden vergolden met een kinnebakslag. - Vier jaar na de dood van Franciscus van Assisi verschijnen de minderbroeders in Brussel. - De vrouwenpriorij van Vorst maakt zich los van Affligem en wordt een abdij onder Petronella van Gent. - Bonifatius van Brussel, waarschijnlijk een Clutinc, doet afstand van zijn episcopaat in Lausanne en keert terug naar zijn geboortestad. Hij sterft in de Terkamerenabdij en zal in de 18e eeuw heilig worden verklaard. - Begijnhof van Anderlecht gesticht. - In de vallei van de Woluwebeek installeert hertogin Aleidis de naar haar genoemde Priorij Hertoginnedal, een klooster van dominicanessen. - De hertog plaatst de Brusselse bogaarden onder zijn bescherming, een lekengemeenschap voor mindervalide wevers. - Hertog Jan I van Brabant verleent de lakengilde haar eerste statuut. - Jan I staat de hertogelijke Vismarkt af aan de vleeshouwers en visverkopers. - Door een overeenkomst met de stad Brussel plaatsen de begijnen van de Wijngaard zich onder het toezicht van de lakengilde en worden hun lonen vastgelegd. |
|  | - De naties van Brussel komen in opstand tegen de patriciërs en dwingen een plaats af in het stadsbestuur en in de lakengilde. - De ambachten worden verslagen bij de Vilvoordse beemden. De patricische leiding over de stad wordt herijkt via de Zeven Geslachten. - Eerste planting van de Meiboom in rivaliteit met Leuven. - 22 oktober: de kopiist Yiṣḥaq Sofer ben Eliyahu Ḥazzan voltooit een verlucht exemplaar van de Hebreeuwse bijbel met commentaar van Rasji. - Met de Keure van Kortenberg zet Brabant een grote stap richting constitutionalisme. Brussel krijgt drie zetels in de raad die de hertog controleert. - Begijnhof De Wijngaard wordt gesloten na een kerkelijke visitatie. Veel begijnen zoeken hun toevlucht bij een nieuwe gemeenschap van Bloemardinne. - Burggraaf Rogier van Leefdaal vercijnst de vervallen oudenborch aan het Koudenbergklooster. - Brussel telt ongeveer 40.000 inwoners binnen de stadsmuren, evenveel als Londen. - De pest slaat ongenadig toe. Cellezusters verzorgen de zieken en begraven de doden. - De eerste Ommegang van Brussel vindt plaats, ter ere van het door Beatrijs Soetkens ontvreemde beeld van Onze-Lieve-Vrouw op 't Stocxken. - De pogrom die door Europa waart, opgezweept door de flagellanten, bereikt volgens Gilles Li Muisit Brussel. De Joden worden ervan beschuldigd de waterputten en de lucht te hebben vergiftigd. Hertog Jan III neemt hen in bescherming tegen de volkswoede maar wordt ondermijnd door zijn oudste zoon. Li Muisit heeft vernomen dat meer dan zeshonderd Joden zijn omgebracht. - Op Kwade Woensdag verslaat de Vlaamse graaf Lodewijk van Male de Brabanders en trekt hij Brussel binnen, maar na twee maanden wordt zijn garnizoen verjaagd door Everaard t'Serclaes. Hertog Wencelijn en hertogin Johanna maken hun Blijde Inkomst. - Aanvang van de werken voor de tweede stadsomwalling. - Bouw van een nieuwe (stedelijke) lakenhal. - De wevers en volders bestoken de Steenpoort in een afgeslagen opstand. - Brusselse Joden worden vals beschuldigd van hostieontering en levend verbrand. Nog eeuwenlang zal deze gebeurtenis worden gevierd als het Sacrament van Mirakel. - De Italiaanse beroepsdobbelaar Buonaccorso Pitti komt spelen tegen hertog Wenceslas. Hij verliest zwaar, maar wordt getroost in de dans door de dochter van een baron uit het gezelschap. - Oprichting van het Sint-Kristoffelgasthuis voor behoeftige ouderen. - Zweder van Abcoude's mannen vermoorden Everaard t'Serclaes. Uit wraak maken de Brusselaars het Kasteel van Gaasbeek met de grond gelijk. - Vermelding van de Julianekensborre, een fontein met stenen beeldje op de hoek van Stoof- en Eikstraat. Vanaf 1452 is zeker dat Julianeken pist. |
|  | - Bouw van het stadhuis van Brussel. - In de Marollen verwoest een stadsbrand meer dan duizend huizen en weefgetouwen. Vooral scaerlaekenmaekers zijn getroffen. De Kapellekerk wordt deels heropgebouwd. - Het Handschrift-Van Hulthem komt tot stand, unieke Middelnederlandse bron voor tal van sproken, kluchten en abele spelen. Omdat opdrachtgever Jacob van Gaasbeek zoon is van de naar het noorden verdreven Zweder, hebben tal van teksten betrekking op het Brusselse. - Hertog Antoon van Bourgondië bestelt bij donderbusmeester Pasquier den Kick een bombarde van 35 ton. Het zal twee jaar duren om dit gevaarte, groter dan Dulle Griet en Mons Meg, te fabriceren. - De vrijgeesterij en het adamitisme van de Homines intelligentiae worden beteugeld door de kerk. - Het stadsbestuur regelt de taken van de donderbusmeester. - Een groep 'verdreven' zigeuners, aangevoerd door hertog Andries van Klein-Egypte, pakt de stadsmagistraat in. Hun vertrek wordt afgekocht met 25 lammeren. - De ambachten komen in opstand tegen hertog Jan IV en dwingen het Nieuw Regiment af. Oprichting van de Negen Naties. - Het stadsbestuur neemt maatregelen tegen bedelarij en werkverzuim. - Wein van Cotthem wordt kapelaan in Dry Borren en begint te schrijven aan de voortzetting van de Brabantsche Yeesten. - Opening van het Groot Stedenproces tegen de Mechelse tol op de Zenne. - Peter Vander Heyden wordt de eerste stadspensionaris van Brussel. Drie decennia lang zal hij de stad vertegenwoordigen in statenvergaderingen en op processen. - Roger de la Pasture verhuist definitief van Doornik naar Brussel en laat, om zijn integratie als stadsschilder te bevorderen, zijn naam vertalen tot Rogier van der Weyden. - Voor het landjuweel wordt de Grote Markt omgetoverd tot een lusttuin met vijvers. Filips de Goede houdt er een prachtig riddertoernooi. - Op de Zavel is de eerste opvoering te zien van de Bliscapen van Maria, een zevendelige cyclus mysteriespelen die tot 1566 jaarlijks werd gebracht. - Jan van Ruysbroeck legt de eed af om de stadhuistoren te bekronen. - De amman en het stadsbestuur leggen de statuten van de legwerkers vast. - Stadsbouwmeester Willem de Voghel krijgt opdracht om de Aula Magna te bouwen. Dit stedelijk charmeoffensief draagt ertoe bij dat hertog Filips de Goede van Brussel zijn hoofdresidentie maakt. - De opengewerkte toren van het stadhuis wordt bekroond met een windijzer in de vorm van de aartsengel Michaël, gegoten door Maarten van Rode. Het vernieuwende geheel wordt een symbool van de stad Brussel. - Het Kartuizerklooster Scheut gaat van start. - De ommegang wordt een dag uitgesteld om de aanwezigheid van de uit Frankrijk gevluchte kroonprins Lodewijk mogelijk te maken. - Brussel is het toneel voor de tweede bijeenkomst van de Staten-Generaal van de Nederlanden. - Bij haar vertrek uit Brussel op 11 januari krijgt de Boheemse delegatie van Jaroslav Lev van Rožmitál nog een opwindend spektakel te zien: een schaatswedstrijd op de hofvijver in het Warandepark. Hun verslag is de oudste beschrijving van een schaatswedstrijd. Het gebeuren maakte zo'n indruk, dat een schaats in het Tsjechisch nog altijd een "Brusselaar" (brusle) heet. - Colijn Caillieu wordt de eerste stadsdichter. - De Brusselse Broeders van het Gemene Leven drukken het eerste boek binnen de stadsmuren: de Gnotosolitos van Arnold Gheyloven. - Maria van Bourgondië doet grote toezeggingen: de Brusselaars mogen een kanaal naar Willebroek graven en een privilege voorziet in achterraden waarin de ambachtsdekens hun leden raadplegen. - Vleeshouwer Willem van Marbais en handschoenmaker Jan Bogaert gaan naar Den Haag om bij aartshertog Maximiliaan te pleiten voor het behoud van de toezeggingen van Maria van Bourgondië. Ze worden onthoofd. - Op 18 september laten de Brusselaars Filips van Kleef en zijn Vlaams-Franse leger binnen, waarmee ze zich als eerste Brabantse stad achter de Vlaamse Opstand tegen Maximiliaan scharen. - Wanneer Maximiliaan en zijn vader naderen met hun leger, doen de Brusselaars een onbesuisde uitval tegen de voorhoede. Burgemeester Willem t'Serclaes sneuvelt met honderden manschappen. - De tweede beschieting van het kasteel van Beersel is de goede. Hendrik III van Wittem, die in dienst van Maximiliaan de bevoorrading verstoorde, verliest zijn uitvalsbasis. - Na de val van Tienen in augustus onderschrijft Brussel in de Vrede van Danebroek de capitulatievoorwaarden. - Een combinatie van pest en hongersnood maakt op een tweetal jaar vele doden (maar niet het cijfer 33.000 dat soms wordt genoemd). - Rederijkerskamer De Lelie richt de Broederschap van de Zeven Weeën van Maria op. |
|  | - Frans van Tassis wordt postmeester van hertog Filips de Schone. Vanuit zijn stadsresidentie aan de Zavel maakt hij van Brussel de spil in het Europese postwezen. - De broeders van het Gemene Leven breken het monopolie van de Latijnse school en geven les in hun Huis Nazareth. - Twee passerende zigeuners worden op de pijnbank gelegd en bij gebrek aan strafbare feiten verjaagd. - Thomas van der Noot keert terug naar Brussel en vestigt er weer een drukpers. Daar zou onder meer het eerste gedrukte kookboek in het Nederlands, Een notabel boecxken van cokeryen, verschijnen. - Twee maanden lang zijn in Brussel een honderdtal sneeuw- en ijssculpturen te zien. Jan Smeken vereeuwigde ze in Dwonder van claren ijse en snee. - Voor de Sixtijnse Kapel bestelt paus Leo X bij Pieter van Edingen de tapijtreeks Handelingen van de Apostelen. Het zet Brussel definitief op de kaart als producent van de beste wandtapijten en laat de stad kennis maken met de hoogrenaissance van Rafaël. - Na twaalf dagen op het rad wordt Lauken van Moeseke onthoofd voor het twijfelen aan de waarde van de hostie. - Albrecht Dürer bezoekt Brussel. Hij ziet de schat van Montezuma in het Koudenbergpaleis en het vijftigpersoonsbed van Hendrik III van Nassau-Breda in het Paleis van Nassau. - Verblijf van Erasmus in Kapittelhuis De Swaene. - Een terechtstelling op de Grote Markt luidt voor de protestanten het begin in van decennia godsdienstige vervolging in de Nederlanden. De Lutherse augustijnerbroeders Hendrik Voes en Jan van Essen zijn de slachtoffers. - Het proces rond de afgezette pastoor Claes van der Elst brengt de Brusselse kunstwereld in grote verlegenheid. - In de strijd tegen namaak moet in alle Brusselse wandtapijten een stads- en weversmerk worden ingeweven. - Jan van den Dale publiceert De Stove. Het moraliserende werk wijst op een veranderende houding tegenover de vrijpostigheid die heerst in de badstoven. - Sultan Muley Hassan, door Barbarossa verdreven uit Tunis, komt steun vragen aan keizer Karel V. Hij schenkt de keizer een kameel, die in het Warandepark verblijft, en neemt na een jachtpartij deel aan het Banket der Zeven Gekroonden in de priorij van Groenendaal. - De aan jagen verslingerde Maria van Hongarije laat het Jachthuis van Bosvoorde opknappen. - Andreas Vesalius, geboren nabij de Galgenberg, wordt hofchirurg van keizer Karel. - Jan de Pottre kiest een interessante periode om zijn dagboek te beginnen. - Jan van Locquenghien geeft de eerste spadesteek van de Willebroekse Vaart. De oplevering elf jaar later zal een einde maken aan de Mechelse stapel. - Op ezels en stokpaardjes stromen verklede mensen op 20 juli Brussel binnen voor een achtdaags zottenfeest, met wedstrijden, prijzen en toneel. Het waanzinnig populaire evenement is georganiseerd door de zottenprins Jan Colyns, een schilder. - In de Aula Magna doet een jichtige Karel V troonsafstand ten voordele van zijn zoon Filips. - Kardinaal Granvelle bouwt een renaissancepalazzo op de Hofberg. - De wasvrouw Kathelyne Dominicle wordt veroordeeld voor buggerie met haar hond. Beiden komen op de brandstapel. - De bul Super Universas creëert drie Bourgondische kerkprovincies buiten de Frans-Duitse invloedssfeer. Brussel gaat over van het oude bisdom Kamerijk naar het aartsbisdom Mechelen. - Feestelijke opening van de nieuwe Schipvaert. Hij komt de stadsmuren binnen langs de Oeverpoort en loopt via een reeks nieuwe dokken door tot de Sint-Katelijnegracht. - Bruegel verhuist van Antwerpen naar Brussel en schildert er het gros van zijn werk. - Huwelijk van Alexander Farnese en Maria van Portugal. De festiviteiten, gesponsord door koning Filips II, zijn zo somptueus dat zelfs Farnese het excessief vindt. - In het Hof van Culemborg sluiten een paar honderd edelen een eedverbond. Ze overhandigen hun smeekschrift aan landvoogdes Margaretha en ontketenen zo de Geuzenrevolte. - Alva verschijnt voor de poorten van Brussel met een leger van 12.000 man. Landvoogdes Margaretha neemt ontslag en vertrekt. - Alva's Bloedraad laat de graven Egmond en Horne onthoofden. Vier dagen eerder waren op de Zavel al achttien hervormden zingend terechtgesteld. - Het verzet tegen de Tiende Penning wordt op de spits gedreven. - Opstandige milities dringen het Koudenbergpaleis binnen en arresteren de Raad van State. Begin van de Brusselse republiek. - Willem van Oranje wordt uitbundig ingehaald door zijn stadsgenoten. - Unie van Brussel - Pestuitbraak. - Een beeldenstorm woedt door de Brusselse kerken na een mislukte poging van graaf Filips van Egmont om de opstandige stad terug te nemen. Met een regiment Schotten dansen en drinken de Brusselaars in kazuifel rond de Fontein van de Drie Godinnen. - Sloctoor Ulenspieghel maakt een rijmpje over de Kiekefretters. - De Brusselse dominicanen worden uit de stad verdreven in de nasleep van de opruiende preken die Antoon Ruyskensvelt, den bassenden hond, in hun kerk had gehouden. - Brussel valt terug in koninklijke handen na een beleg van zes maanden door Alexander Farnese. - De jezuïeten strijken neer in Brussel. Het zal nog tot 1604 duren voor ze met onderwijs beginnen. - Het Simpelhuys opent in de Lakensestraat, met zestig cellen voor als gevaarlijk beschouwde krankzinnigen. - Josyne van Beethoven, schuldig bevonden aan hekserij, wordt levend verbrand op de Grote Markt. - Op de Haerenheyde wordt Anna Utenhoven levend begraven. Met de dood van de doopsgezinde vrouw komt een einde aan driekwart eeuw extreme inquisitie. - Koning Filips II laat zijn kwartiermeester Benoît Charreton alle huizen en gebouwen van Brussel inventariseren met het oog op de inkwartiering van hofpersoneel. - Tijdens de Blijde Inkomst van Albrecht en Isabella vragen de Brusselaars om de Iberische troepen te vervangen door inlandse. De reizende Zwitser Thomas Platter de Jonge beschrijft het hele evenement in detail. |
|  | - Op initiatief van prior-provinciaal Johannes Cools openen de augustijnen in Brussel een eerste humanioracollege. Deze jongensschool aan de Wolvengracht kadert in de contrareformatie. - Op de vlucht voor de avances van koning Hendrik IV komt Charlotte Margaretha van Montmorency met haar echtgenoot in Brussel aan. Door de kwestie dreigen de Spaanse Nederlanden in oorlog te raken met Frankrijk. - Bij een papegaaischieting schiet aartshertogin Isabella de hoofdvogel van de Zavelkerk. Ze wordt koningin van de Grote Voetboog. Denijs van Alsloot legt de Ommegang van dat jaar vast in een memorabele reeks schilderijen. - Met een grootse processie viert Brussel de Martelaren van Gorcum, brandpunt van de contrareformatorische propaganda tegen de Republiek. Een geheime missie had hun gebeente in 1615 opgegraven in Den Briel. - De Berg van Barmhartigheid opent in de Lombardstraat. - Het Korenhuis wordt afgebroken en de handel verplaatst naar de Oude Graanmarkt. - Maria de' Medici en Gaston van Orléans vestigen zich in Brussel en brengen zeshonderd hovelingen en dienaren mee in hun gevolg. Dit draagt sterk bij tot de uitstraling van de Franse hofcultuur. - Uitzonderlijk worden de Staten-Generaal nog eens samengeroepen. Het zal de laatste keer zijn tot ze in 1790 op eigen initiatief herrijzen. - Na de Franse bezetting van Lotharingen verplaatst hertog Karel IV zijn praallievende hof naar Brussel. Ook zijn broer Nicolaas en zijn zus Henriette komen mee. - De kloosterkerk van de lievevrouwbroers is versierd met een weelde aan winterse kasbloemen. Het wonder is een initiatief van de Confrerie van de heilige Dorothea, gesticht door Jan Baptist Maes. - Overstromingen van de Zenne en de vaart op 10 januari zorgen voor dermate veel schade dat ingenieur Michiel van Langeren voorstelt de rivier af te leiden langs Molenbeek. - Boven Brussel wordt rode regen waargenomen. Govaert Wendelen leidt eruit af dat de Maan de getijden op Aarde veroorzaakt. - Opvoering van Zamponi's Ulysse all' isola di Circe in de Galerie des Empereurs van het Koudenbergpaleis. Aartshertog Leopold-Willem liet Brussel kennismaken met de opera. - In het grootste geheim bekeert Christina I van Zweden, die eerder dat jaar afstand had gedaan van de troon, zich van het lutheranisme tot het katholicisme. De plechtigheid vindt plaats op kerstavond in de kapel van het Koudenbergpaleis. - Landvoogd Leopold Willem van Oostenrijk ruilt Brussel voor Wenen, met medeneming van zijn omvangrijke kunstcollectie. - In Het Brussels moeselken verschijnt een verzameling liefdes- en drinkliederen. - De Spaanse kapel van de Rozenkrans is, op initiatief van landvoogd Carillo, het toneel van een grootse plechtigheid ter ere van de onbevlekte ontvangenis. - Mercantilisme brengt Engeland ertoe de invoer van kostbare Brusselse kant te verbieden. Gewiekste handelaars blijven het clandestien importeren en verkopen het als inlandse waar (Point d'Angleterre), wat nog lange tijd voor verwarring zou zorgen. - Stichting van het Klein Begijnhof op de Warandeberg. - Een pestuitbraak doet op een drietal jaar, ondanks de inrichting van Pesthuysekens, ruim 4.000 mensen bezwijken. Optreden van Jan Roucourt. - Voor de moeilijk te verdedigen Hallepoort laat de graaf van Monterey een nieuwe citadel optrekken. - Na een spectaculaire nachtelijke koetsrit arriveert Olympia Mancini, aan het hof van de Zonnekoning door aangeklaagd in de Gifaffaire, in Brussel. - Opening van de Opéra du Quai au Foin. - De verovering van Boeda op de Ottomanen wordt gevierd met een groot vuurwerk op de Zavel. - Maarschalk Villeroy komt de laagstad in puin schieten. - Met man en macht wordt gewerkt aan de heropbouw. De penning die de stad laat slaan is geen loos woord: Combusta integrior exsurgo ('Uit de as kom ik ongeschondener tevoorschijn'). - Bij de verlate instorting van de Spiegeltoren op de Grasmarkt wordt een koffer met oude privileges teruggevonden. Het geeft aanleiding tot anti-centrale eisen en tot de publicatie Luyster van Brabant, waarop snel een verbod komt. |
|  | - Door de Spaanse Successieoorlog verlaten de Thurn en Taxis Brussel en verliest de stad het hoofdkwartier van de Tassispost. - Om redenen van brandveiligheid en waterafvoer komt er een verbod op de traditionele topgevels. Nieuwe huizen moeten voortaan een façade onder kroonlijst hebben met de nok parallel aan de straat. - Omvorming van de lakengilde tot Kamer van Koophandel. - Het leger van John Churchill overwint Villeroy en zijn Fransen in Ramillies. Op 27 mei trekt hij Brussel binnen en stelt hij zijn broer Charles Churchill aan tot gouverneur van de stad. Er wordt ook een conferentie gevestigd die tien jaar lang het Anglo-Bataafs condominium zal besturen. - Maximiliaan II Emanuel van Beieren, voormalig landvoogd, is overgelopen naar de Fransen en komt zijn vroegere hoofdstad veroveren. Hij opent op 23 november een bombardement, maar wordt verrast door een uitval van het garnizoen onder François de Pascale en de stadsmilities onder Pieter van den Putte. De keurvorst verliest drieduizend man en blaast de aftocht wanneer een ontzettingsmacht nadert. - Bij de Vrede van Utrecht verkrijgt keizer Karel VI de Zuidelijke Nederlanden. Over het Gulden Vlies wordt geen overeenstemming bereikt, behalve dat de in Brussel bewaarde schat aan de Oostenrijkers toevalt. - De oude toren van de Sint-Niklaaskerk stort plots in. De rivalen van Mechelen zingen: Het is beter te blusschen sonder brandt / Als thorens te bouwen sonder verstandt. - Frans Anneessens terechtgesteld - Het Spellekensklooster van de Engelse dominicanessen is een broeihaard van jacobitische intriges en verzorgt de geheime correspondentie van 'Old Pretender' James Francis Edward. - Het Koudenbergpaleis brandt af en wordt verlaten. - Met een gedurfde actie verovert Maurits van Saksen Brussel voor de Fransen. Koning Lodewijk XV van Frankrijk komt er in mei verblijven. In het stadhuis zweert waarnemend kanselier Filips van der Eycken hem op 6 november getrouwheid, gevolgd door de overige gezagsdragers van de stad. - Franse grenadiers roven Manneken Pis. Lodewijk laat hen zwaar straffen en schenkt het ventje een kostelijk tenue en het hoogste ereteken. - De Fransen ontruimen Brussel nadat ze de stad in de Vrede van Aken weer aan de Oostenrijkers hebben afgestaan. - De oprichting van de Imprimerie royale en de komst van letterontwerper Rosart brengen nieuw leven in de lethargische drukkerswereld. - De Rijkspolitie ontdekt de zaak-Bassanet. Een echtpaar helpt Brusselse ouders ongewenste kinderen naar het vondelingenhuis van Parijs te voeren. - In Hôtel d'Angleterre aan de Magdalenasteenweg logeert Leopold Mozart. Hij is op Europese tournee met zijn wonderkinderen Wolfgang en Nannerl. - Keizerin Maria Theresia vormt de Société littéraire om tot Keizerlijke en Koninklijke Academie van Wetenschappen en Letteren van Brussel. - Aanleg van het Sint-Michielsplein en het Koningsplein en transformatie van het Warandepark. - Stichting van een Theresiaans college in de Eikstraat. - Op de vlakte van Monplaisir in Schaarbeek organiseert Karel van Lorreinen de eerste paardenkoers buiten het Britse Rijk. - Een edict van keizer Jozef II schaft een waslijst onnutte kloosters af. - Op keizerlijk bevel worden de stadspoorten gesloopt, op de Hallepoort en de Lakensepoort na, die in gebruik zijn als gevangenis. - Bij tapijtwever Jacob van der Borcht valt de laatste Brusselse reeks van het getouw: het vierdelige Sacrament van Mirakel. - In het oude Magdalenaklooster laat iemand een luchtballon assembleren waarmee hij vergeefs probeert op te stijgen. Voor de eerste bemande vlucht in Brussel is het wachten tot Jean Pierre Blanchard het volgende jaar langskomt. - Het ongenoegen over de hervormingen van Jozef II slaat over naar de straat en leidt tot de Kleine Revolutie. - Op 22 januari vallen verschillende burgerdoden op de Grote Markt doordat Oostenrijkse soldaten het vuur openen op een manifestatie. - Jan Baptist Verlooy beklaagt zich over Fransdolheyd in zijn Verhandeling op d'onacht der moederlyke tael in de Nederlanden. - De Brabantse Omwenteling bereikt Brussel en doet het Oostenrijkse gezag vluchten. - De conservatieve statisten rekenen af met de vonckisten en laten toe dat Willem van Criekinge wordt gelyncht. - Met een leger van 30.000 man neemt Feldzeugmeister Bender op 3 december de stad terug. In Den Haag zeggen de Oostenrijkers toe de hervormingen van Jozef II terug te draaien. - Het na de Conventie van Reichenbach herstelde gezag van de Habsburgers mondt uit in de eedaflegging op 30 juni door keizer Leopold II te Brussel. - Dumouriez zegeviert over Württemberg in de Slag bij Anderlecht en trekt de volgende dag Brussel binnen. Begin van bijna vijf maanden Franse bezetting. - Op 18 november worden verkiezingen gehouden voor 80 représentants provisoires du peuple libre de Bruxelles. - Bij de verkiezingen van 29 december voor een grondwettelijke vergadering nemen bijna alle kiezers een verklaring aan die het samenroepen van een dergelijke vergadering verwerpt en vraagt de Constitutie van desen Landen van Brabant te behouden. - In gestuurde verkiezingen stemmen de Brusselaars op 25 februari voor aanhechting bij Frankrijk. - Oostenrijkse terugkeer na de Tweede Slag bij Neerwinden. - Op de Grote Markt zweert keizer Frans II als laatste trouw aan de Blijde Inkomst. - Pichegru en Jourdan nemen Brussel definitief voor de Fransen na de slag bij Fleurus. - Het Franse bewind degradeert Brussel tot departementshoofdplaats en schaft de Kuip van Brussel af. - Rijke Brusselaars kunnen stemmen voor de Conseil des Anciens en de Conseil des Cinq-Cents in Parijs. Slechts een derde van de kiesgerechtigden schrijft zich in, waarvan de helft dan nog thuisblijft. De verkozen kandidaten zijn patriottisch en anti-Frans. - Jan Baptist Verlooy aanvaardt het ambt van maire de Bruxelles en moet zijn moederlyke tael uit het stadhuis bannen. - Het decreet-d'Allarde en de wet-Le Chapelier maken een einde aan de eeuwenoude stadsgilden. - Kerken en kloosters worden aangeslagen en verkocht als nationaal goed. - Afbraak van de Sint-Gorikskerk. - Straatnamen met religieuze of monarchale connotatie worden gerepublikaniseerd. |
|  | - Het onpopulaire poortgeld herleeft in de vorm van het octrooirecht. - Met het Besluit Chaptal richt eerste consul Napoleon Bonaparte elf regionale musea op naast Parijs, waaronder de KMSKB. - Onder Napoleon krijgt Brussel de hertogtitel en wordt het Bonne ville de première classe de l'Empire. In de praktijk blijft het een departementshoofdplaats. - Opening van de Brusselse Academie, onderdeel van de Université impériale. Ze zal slechts elf jaar bestaan. - Napoleon geeft bevel tot ontmanteling van de tweede stadsomwalling. De resterende verdedigingswerken ruimen plaats een nieuwe octrooimuur en voor de brede groenboulevards van Jean-Baptiste Vifquain (1818). - Eerste editie van de Salon van Brussel. - Pruisische troepen nemen op 1 februari Brussel in en maken een einde aan het Franse bestuur. Hun opperbevelhebber, de hertog van Saksen-Weimar, benoemt een voorlopige regering en stelt in een proclamatie van 7 februari de onafhankelijkheid van België in het vooruitzicht. - Willem van Oranje maakt op 31 juli zijn intrede in Brussel als gouverneur-generaal, een opstapje naar de oprichting van het Verenigd Koninkrijk der Nederlanden. - De officieren van Wellington verlaten in allerijl het Bal van de Hertogin van Richmond om slag te gaan leveren bij Quatre-Bras. - De Witte Terreur volgend op Napoleons nederlaag drijft veel Franse revolutionairen naar Brussel: onder meer de vrienden David, Sieyès en Ramel de Nogaret. Anderen, zoals Cambacérès, vertrekken in overleg met de autoriteiten. - Na de creatie van het Verenigd Koninkrijk der Nederlanden wisselen Brussel en Den Haag elkaar jaarlijks af als regeringscentrum. - Op 20 november komt op de Grote Markt een konvooi aan met geconfisqueerde kunst die door Belgische commissarissen in Parijs is gerecupereerd. - Manneken Pis gestolen. - Als eerste stad op het vasteland krijgt Brussel straatverlichting op stadsgas. De vennootschap van Pierre-Joseph Meeus, die een concessie krijgt voor twintig jaar, bouwt een gasfabriek en gazometer in de Sint-Rochusstraat. De leidingen voeden in dat eerste jaar 72 lichtpunten, voornamelijk in de Nieuwstraat en op het Muntplein. - Oprichting van de Algemeene Nederlandsche Maatschappij ter Begunstiging van de Volksvlijt, met hoofdkantoor in Brussel. - Na de opheffing van de Munt in 1794 worden er voor het eerst weer munten geslagen te Brussel. Ze dragen als muntteken een letter B. - Achter een muur in de begijnenwijk wordt het Mariapolyptiek ontdekt, een topstuk dat de begijnen in 1797 verborgen hadden voor de Commissie Burgerlijke Godshuizen. - De opposant Louis de Potter wordt opgepakt en veroordeeld. Hij gebruikt zijn proces om de eisen van het unionisme te verspreiden. - De Belgische Revolutie breekt uit in Brussel. In hevige gevechten rond het Warandepark moet het leger wijken. - Ingebruikname van het kanaal Brussel-Charleroi. - Opening van de Université Libre de Bruxelles. - In een georchestreerde actie wordt straatgeweld tegen de orangistische adel gepleegd. - Uit Brussel-Groendreef vertrekt de eerste passagierstrein op het Europese continent. - In de straten verschijnen omnibussen, de eerste vorm van openbaar vervoer in de stad. - Adolphe Quetelet trekt een middaglijn in de kathedraal. De meridiaan van Brussel moet de lokale klokken preciezer maken met het oog op het spoorverkeer. - Na internationaal getouwtrek wordt het lichaam van diva La Malibran begraven in Laken. - Tieleman Franciscus Suys tekent de plannen voor de Leopoldswijk, een stadsdeel voor de gegoede klasse ontwikkeld door Ferdinand de Meeûs. - Claire Parent en Constantin Héger beginnen het Pensionnat de Demoiselles in de Terarkenstraat. Onder hun kostschoolmeisjes de zussen Brontë. Later schreef Charlotte, die verliefd was op de directeur, over haar Brusselse jaren de romans Villette en The Professor. - Sultan Abdul Medjid proeft van de nieuwe 'gueuze-lambick' en laat prompt 200 flessen naar Constantinopel sturen. - De telegraaf doet zijn intrede met een eerste lijn tussen Brussel en Antwerpen. - In Elsene begint Karl Marx aan het Communistisch Manifest. - In café De Blauwe Lemmen bij de Brigittinnen ontstaat onder impuls van Jacob Kats de Belgische Liga voor het Algemeen Stemrecht. - Het Pradobanket van de republikeinse en democratische clubs zet de stad in rep en roer. Het wordt verstoord door tegenmanifestanten en er volgt een assisenproces. - Na de machtsgreep door Lodewijk Napoleon Bonaparte vertrekt Victor Hugo in ballingschap naar Brussel. - Demping van het Sint-Katelijnedok. Op de vrijgekomen plaats komt de Sint-Katelijnekerk en het gelijknamige plein. - Hoge broodprijzen leiden tot een hongeropstand. - Liberale opstootjes tegen de kloosterwet. - Multatuli schrijft Max Havelaar in hotel Au Prince Belge. - Het stadsbestuur brengt een golf van protest teweeg door in straten die zijn aangesloten op het nieuwe waterleidingennet, gevoed door de Hain, de fonteinen met gratis drinkwater weg te nemen. In 1850 waren er 169 gerepertorieerd. - Tot grote vreugde van de Brusselaars wordt het octrooirecht afgeschaft. De bijhorende muur rond de vijfhoek verdwijnt. - Op zijn reis door Europa houdt Tolstoj halt in Brussel om het volksonderwijs te bestuderen en de banneling Proudhon te ontmoeten. Proudhon is La Guerre et la Paix aan het schrijven, titel die Tolstoj later leent voor zijn grote roman. - De Mestbak, waar paardenstront en ander stadsafval werd opgestapeld in afwachting van evacuatie per boot, verhuist van het Klein Kasteeltje naar de Willebroekkaai. - In de Kruidtuin stijgt fotograaf Nadar op met zijn kolossale ballon Le Géant. Ongewild laat hij zijn naam aan de dranghekken waarmee burgemeester Anspach de volkstoeloop indamt. - De Stad Brussel breekt het verzet van Elsene tegen de Louizalaan en annexeert het grondgebied dat nodig is voor de flaneerlaan naar het Terkamerenbos. - Een zieke en berooide Baudelaire vestigt zich in Brussel. In Pauvre Belgique! laat hij zijn Belgenhaat de vrij loop. - In de Broekstraat begint de feministe Isabelle Gatti de Gamond een vrijzinnige middelbare meisjesschool. De gatticiennes worden een begrip. - Na enkele droge zomers dwingt het watergebrek van 1865 tot drastische maatregelen. Het schrobben van gevels en trottoirs wordt verboden. - De derde epidemie van cholera is de zwaarste. Ze woedt van mei tot november en maakt 3.469 doden op het grondgebied van de stad. Het eerste slachtoffer was de voddenwerkster Catherine Ravaiau, die woonde in een gang aan het Anneessensplein. - Bij de talentelling van 1866 verklaart 20% van de Brusselaars alleen Frans te spreken. - Begin van de werken die de Zenne onder de grond stoppen. Burgemeester Anspach (met achter hem koning Leopold II) haalt zijn slag thuis. - Op de markt kunnen de Brusselaars voor het eerst witloof kopen, de groente ontwikkeld door Frans Bresiers in de Botanique. - Sporen worden aangelegd tussen de Naamsepoort en het Terkamerenbos voor de paardentram ('Amerikaanse omnibus'). - Oprichting van de Bank van Brussel. - Het stadsbestuur organiseert een architectuurwedstrijd voor de gebouwen op de nieuwe centrale lanen. - Bij het Bogaardenstation klampt Rimbaud een politieagent aan, nadat zijn minnaar Verlaine hem op hotel in de pols had geschoten. Twintig jaar nadien schreef Verlaine in Mes prisons over zijn verblijf in de Amigo en in de Karmelietengevangenis. - Op de conferentie van Brussel wordt een niet-bindende verklaring aangenomen die van invloed is op het humanitair oorlogsrecht. - De Beurs van Brussel gaat open voor handel. Het onstuimige kapitalisme schakelt een versnelling hoger. - Met het Panopticum Castan krijgt Brussel een eigen wassenbeeldenmuseum. - Leopold II organiseert de Geografische Conferentie van Brussel en bekomt de oprichting van de Association Internationale Africaine. - Rodin stelt De Verslagene voor bij de Cercle Artistique et Littéraire. Met dit mannelijk naakt wil hij naar buiten treden als kunstenaar. - De maatschappijen Bell en Bédé krijgen de eerste telefonieconcessies van de hoofdstad. - Einde van de omnibus à impériale (met open dakcompartiment) na enkele onaangename haperingen aan kastanjebomen. - De moordzaak-Peltzer houdt het land in de ban. - Inauguratie van het Justitiepaleis. Getergde Marolliens verstoren de plechtigheid door de boel kort en klein te slaan. - Het Nederlands wordt toegestaan op Brusselse basisscholen. - Tijdens de schoolstrijd ranselen liberale stoottroepen een katholieke massabetoging uit elkaar. - Albert Mignot legt een elektriciteitsnet aan voor particulieren. Zijn centrale in de Blekerijstraat laat de uitstalramen van de Nieuwstraat oplichten. - De auto maakt zijn intrede in de straten van Brussel. Frédéric de La Hault haalt met zijn gemotoriseerde driewieler een snelheid van 6 km/u. - Marie Popelin is de eerste vrouw die een rechtendiploma behaalt in België, maar ze krijgt geen toegang tot de Brusselse balie. - Studentenprotest herinnert de academische overheid aan de principes van stichter Pierre-Théodore Verhaegen. De traditie van de Saint-Vé is geboren. - De Belgische Werkliedenpartij organiseert een massabijeenkomst voor algemeen stemrecht. Deelnemers leggen in het Park van Vorst de Eed van Sint-Gillis af. - Joseph Conrad solliciteert voor een job op een Congoboot. Dankzij zijn tante Poradowska neemt Albert Thys hem aan. - De Conventie van Brussel stelt een verbod in op slavenhandel in Afrika. - Congres van de Tweede Internationale in het (oude) volkshuis. Het beslist om van 1 mei een jaarlijkse Dag van de Arbeid te maken. - Op weg naar de troonrede wordt de stoet van Leopold II onthaald op protest voor algemeen stemrecht. Neerdwarrelende strooibriefjes doen zijn paard steigeren. Het wordt de laatste keer dat Leopold voet zet in het parlement. - Een staking en betoging voor het algemeen stemrecht monden uit in geweld. - Met Horta's Huis Tassel en Hankars eigen woning werpt Brussel zich op als wieg van de art-nouveau-architectuur. - Eerste editie van Parijs-Brussel. Winnaar André Henry legt de 407 km af in 19 uur en 37 minuten. - Edmond Picard maakt van zijn Maison d'Art een centrum van de culturele avant-garde. - Na onbevredigende experimenten met accu's en stoom, is de indienstname van de trolleytram tussen het Stefaniaplein en Ukkel wel een succes. - Op het braakland waar weldra Thurn en Tassis zou komen, wordt Venise à Bruxelles gehouden. Over 45.000 m² worden kanalen gegraven en een imitatie-Venetië opgetrokken uit stuc, karton, papier-maché en beschilderde doeken. - In de Sint-Hubertusgalerijen houden de gebroeders Lumière de eerste filmvoorstelling van België. - Voor de Wereldtentoonstelling van 1897 wordt de Tervurenlaan aangelegd tussen het Jubelpark en Tervuren. Congolezen zijn er te zien in een menselijke dierentuin. - Tussen 6u30 en 19u45 doen de postbodes negen ronden in de hoofdstad. - Feestelijke opening van het nieuwe Volkshuis op Rode Pasen. - De Junirellen zorgen voor een ware stadsguerrilla in het centrum. - Burgemeester Karel Buls neemt ontslag uit protest tegen de plannen van Leopold II voor een Kunstberg. |
|  | - In het Noordstation springt de vijftienjarige anarchist Jean-Baptiste Sipido op de trein van de Engelse kroonprins Edward en vuurt hij zijn revolver door het open raam, maar hij mist. - Gennaro Rubino komt een aanslag plegen op Leopold II, nadat hij gelezen had over het hardhandig neerslaan van socialistisch straatprotest door de gendarmerie. - In stadion De Ganzenvijver wordt de eerste voetbalinterland buiten Zuid-Amerika gespeeld. Nadat de Belgische en de Franse selectie 3-3 gelijk hebben gespeeld, worden in de tribune afspraken gemaakt voor de oprichting van de FIFA. - Rijkelijk laat krijgt Brussel openbare verlichting op elektriciteit. De gaspitten op de centrale lanen worden vervangen door een dubbele rij bollantaarns. - Pathé Cinéma vestigt een filmstudio in het Molenbeekse domein Karreveld. Alfred Machin schiet er onder meer vaudeville, niet weinig geholpen door zijn zoo en zijn trouwe luipaard Mimir. - Op Solbosch organiseert Brussel een tweede wereldtentoonstelling. Een zware brand vernielt meerdere paviljoenen. - Op de kaalgeslagen Kunstberg legt Pierre Vacherot provisoir een reeks terrastuinen met twee lange watervallen aan. - Een aangestoken brand legt het neogotische gemeentehuis van Schaarbeek in de as. - De dokken in de binnenstad worden gedempt, de haven verplaatst zich buiten de Vijfhoek. - In zijn apotheek in de Koninginnegalerij verkoopt Jean Neuhaus de eerste pralines. Zijn met room gevulde chocolaatjes worden aangeboden in een puntzak, enkele jaren later vervangen door de ballotin. - 20 augustus: Duitse troepen bezetten Brussel. - 26 september: bekendmaking van de arrestatie van burgemeester Adolphe Max, die het innen van de oorlogsschatting (50 miljoen goudfrank) geblokkeerd had. - Na Edith Cavell fusilleren de Duitsers ook Gabrielle Petit en Louis Bril op de Nationale Schietbaan. - Op een meeting in het Alhambratheater vragen zelfverklaarde activisten aan de bezetter om Vlaanderen zelfstandig te maken. Het volgende jaar roept de Raad van Vlaanderen in het geheim de onafhankelijkheid uit en laat dit bekrachtigen door een geënsceneerd referendum. - De verslagen Duitsers verlaten Brussel. In de slotfase proberen muiters nog revolutie te maken via een Zentral-Soldaten-Rat Brüssel, maar ondanks de ontberingen moet de bevolking er niet van weten. - Laken, Neder-Over-Heembeek en Haren worden aangehecht bij Brussel-stad. - Ingebruikname van de nieuwe haven, bestaande uit drie dokken (Gobert, Beco, Vergote). De Willebroekse Vaart is 60 m westwaarts verplaatst. - Radio Bruxelles brengt de ether tot leven. - Jeanne Beaujean krijgt een taxistandplaats in Molenbeek, na een muur van weigeringen elders. Voor haar eerste rit neemt Madame Taxi burgemeester Mettewie aan boord. - In de Koninklijke Sint-Mariakerk wordt Giacomo Puccini begraven. - Het vijfde Solvaycongres brengt de knapste wetenschappers van de wereld samen. Einstein en Bohr verschillen van mening over de implicaties van het onzekerheidsprincipe. - Onder massale belangstelling zet Charles Lindbergh zijn Spirit of St. Louis neer op de Luchthaven van Haren, enkele dagen na zijn Atlantische recordvlucht. - In Le Petit Vingtième, jeugdbijlage van een conservatief dagblad, verschijnen de eerste Avonturen van Kuifje. - Vijftig jaar Kongolese kolonisatie wordt gevierd met een nieuwe wereldtentoonstelling. - Een Nationaal Bureau geeft de Noord-Zuidverbinding een nieuw elan. - Op de Heizelpiste wordt Poeske Scherens een derde keer wereldkampioen baansprint. - Kardinaal Van Roey wijdt het koor van de basiliek van Koekelberg in. Het schip zal volgen in 1951 en het geheel in 1970. - Duitse troepen bezetten Brussel. - Bij een pogrom in de Marollen worden op 3 september 718 Joden zonder Jodenster opgepakt en per vrachtwagen afgevoerd naar de Dossinkazerne, eindbestemming Auschwitz. - De bezetter fusioneert op 24 september de 19 gemeenten tot Groß-Brüssel, met als burgemeester Jan Grauls, die maatregelen neemt om het Nederlands te bevorderen. De door collaboratie bekomen inwilliging van Vlaams-nationale eisen zal na de oorlog de positie van het Nederlands in Brussel fel ondermijnen. - In een eenmansactie voert Jean de Selys Longchamps met zijn Hawker Typhoon een dodelijke raid uit op hoofdkwartier van de Gestapo in de Louizalaan. - Het geallieerde bombardement op Elsene maakt honderden slachtoffers. - De Duitsers verlaten Brussel. Om geen bewijsmateriaal na te laten steken ze de brand in het Justitiepaleis. In de avond van 3 september verschijnen de eerste tanks van de Guards Pantserdivisie op de Waterloosesteenweg. - Geert Van Bruaene begint Het Goudblommeke in Papier, een thuishaven voor surrealisten en schrijvers. - Op 24 juni ontstaat brand in het Ministerie van Onderwijs aan de Leuvenseweg. De brandweer redt tientallen mensen die in paniek het dak op zijn gevlucht. Toch zijn er achttien doden te betreuren. - Opening van de Noord-Zuidverbinding met vijf splinternieuwe stations: Zuid, Kapellekerk, Centraal, Congres en Noord. - Jazzclub La Rose Noire in de Beenhouwersstraat geeft Jacques Brel een vroeg podium. - Het eerste wat de Brusselaars op televisie te zien krijgen is de kroning van Elizabeth II, live vanuit Westminster Abbey. Het NIR was gevestigd in het Flageygebouw. - De MIVB, een gemengde intercommunale, neemt het openbaar vervoer over. - In Hertoginnedal beginnen zes landen aan onderhandelingen die zullen resulteren in de Verdragen van Rome. - Expo '58. België scoort met het Atomium en de Pijl van de burgerlijke bouwkunde. - De Belgische regering mag en stoemelings voorlopige kantoorruimte huren voor de Europese Economische Gemeenschap en brengt de ambtenaren onder in de Blijde Inkomstlaan. - Creatie van een Ilot Sacré met het oog op toerisme. - De tweede mars op Brussel wordt onthaald door tegenbetogers met het bord Keer naar uw dorp. De taalgrens wordt vastgelegd. - Taalwetten maken de papieren tweetaligheid van 1932 reëel voor onderwijs, bestuur en gerecht in de 19 gemeenten. - Goedkeuring van het premetroplan. - De werf voor het Berlaymontgebouw gaat van start. - Oprichting van het Front démocratique des francophones, dat campagne voert onder de slogan Brüssel Vlaams, jamais. - De Rolling Stones treden op in het Sportpaleis van Schaarbeek. - 251 mensen sterven in de brand in de Innovation. - De NAVO vestigt haar hoofdkwartier in Evere. - De Vrije Universiteit Brussel splitst zich af van de ULB. - Start van de onteigeningen in de Noordwijk. Nog vóór alle goedkeuringen zijn gegeven, stuurt Charly De Pauw de bulldozers uit. - Koning Boudewijn zorgt ervoor dat het oosters paviljoen in erfpacht wordt gegeven en omgebouwd tot de Grote Moskee van Brussel. - Brussel internationaliseert. Bijna 30% van de nieuwgeborenen is niet van Belgische afkomst. In de top vijf van vreemde nationaliteiten (Spanje, Italië, Griekenland, Marokko en Frankrijk) staat nog maar één buurland. - Creatie van de Brusselse Agglomeratie om de bevoegdheden uit te oefenen die elders aan gewesten toekomen. - De Grote Boerenbetoging tegen het Plan-Mansholt op 23 maart trekt een spoor van vernielingen. Bijna 100.000 betogers zijn op de been. In gevechten met de rijkswacht vallen zo'n 140 gewonden en één dode. - Op de Grote Markt wordt een bloementapijt gelegd, begin van een tweejaarlijkse traditie. Dankzij een protestactie van The Bulletin wordt de 'mooiste parking ter wereld' autovrij. - België kondigt een immigratiestop af, maar familiehereniging en vrij personenverkeer houden de instroom gaande. - Opening van de eerste metrolijn. - Twintig mensen komen om in een brand in hotel Le Duc de Brabant op het Rogierplein. - Voltooiing van de Grote Ring. - Het stadsbestuur viert het duizendjarige bestaan van Brussel en doet alsof het een vanuit Frankrijk gestichte stad was. - In de Molenbeekse Plan K is William S. Burroughs te gast en speelt Joy Division voor het eerst buiten de UK. - Nationale Homo- en Lesbiennedag, voorloper van The Belgian Pride. - De Vlaamse Gemeenschap en de Franse Gemeenschap kiezen Brussel als hoofdstad. - Het Viaduct van Koekelberg wordt afgebroken en verscheept naar Bangkok. - Sonja Noël opent modewinkel Stijl in de Antoine Dansaertstraat. Een ingeslapen buurt begint herop te leven. - Het Heizeldrama eist het leven van 39 Juventussupporters. - Een bomauto van de CCC in de Stuiversstraat doodt twee brandweermannen. - In Schaarbeek is burgemeester Nols populair met zijn beleid tegen Vlamingen en vreemdelingen. In djellaba, op de rug van een kameel, protesteert hij tegen het vreemdelingenstemrecht. - Om het Europees Parlement los te weken uit Straatsburg, beginnen de Generale Maatschappij en BACOB een complex te bouwen dat ze laten doorgaan voor 'internationaal congrescentrum' (tegenwoordig het Paul Henri Spaak-gebouw). - Oprichting van het Brussels Hoofdstedelijk Gewest met een eigen parlement en regering. Naar federaal voorbeeld heerst in de regering taalpariteit. - Eerste editie van het muziekfestival Couleur Café. - Bij migrantenrellen in Vorst worden 273 arrestaties verricht. - Aan de Kolenmarkt verschijnt de eerste stripmuur. - Michel Demaret, bijgenaamd Monsieur 10%, neemt na een pikant interview ontslag als burgemeester. - De provincie Brabant is opgesplitst. Gouverneur Degroeve stapt over naar het arrondissement Brussel-Hoofdstad, waar hij zijn titel behoudt hoewel het arrondissement niet langer binnen een provincie valt. - Verontrust door de zaak-Dutroux, houden mensen uit het hele land een Witte Mars in Brussel. - Met 948.122 inwoners bereikt de gewestbevolking een dieptepunt. Na 1996 zal het aantal Brusselaars jaar na jaar stijgen. |
|  | - Brussel is Culturele hoofdstad van Europa en houdt de eerste Zinnekeparade. - De Europese Raad beslist om alle gewone zittingen in Brussel te houden. Vanaf nu durven Europese leiders spreken over de hoofdstad van de Europese Unie. - Het Lombardakkoord geeft de Vlaamse Brusselaars een gewaarborgde vertegenwoordiging in het Brussels parlement (17 zetels op 89). - Picnic The Streets voert actie om het centrum vrij te maken van gemotoriseerd verkeer. Twee jaar later geeft het stadsbestuur toe en creëert het een voetgangerszone. - Een antisemitische moslim schiet vier mensen dood in het Joods Museum. - In dienst van Islamitische Staat plegen zelfmoordenaars drie bomaanslagen waarbij ze 32 omstaanders doden. - Troty is in juni de eerste aanbieder van elektrische deelsteps op de Brusselse markt. Het gaat initieel om dertig exemplaren in de Europese wijk. - Met ingang van 18 maart gaat Brussel net als de rest van het land in lockdown om COVID-19 te beheersen. Na zomerse versoepelingen volgt in oktober een nieuwe lockdown, met onder meer een avondklok van 22u tot 6u. |

## Voetnoten
1. ↑  Olbert van Gembloers, De Sancto Verono Lembecae et montibus Hannoniae in: Joannes Bollandus e.a. (red.), Acta Sanctorum Martii, vol. 3, 1865, p. 846
2. ↑  Het jaartal is afkomstig uit een eind twaalfde eeuw vervalste akte, maar de authentieke akte van 1073 vermeldt in elk geval dat op verzoek van Lambert II Balderik († 1054) canonicos waren geïnstalleerd in Brussel.
3. ↑  Ms Levy 19, Staats- und Universitätsbibliothek, Hamburg
4. ↑  De kroniek van Li Muisit is de enige bron die specifiek over Brussel handelt, en dus uiterst omzichtig te benaderen: Jean-Joseph De Smet, Recueil des chroniques de Flandre = Corpus chronicorum Flandriae, vol. 2, 1841, p. 342-343 (hoofdstuk: De captione et destructione Judaeorum). Volgens Li Muisit was er met Allerheiligen geen sprake meer van Joodse gemeenschappen in de besproken steden, al voegt hij eraan toe dat hij het heeft van horen zeggen. Molanus haalt enkele kronieken aan die de Brabantse Jodenvervolging nog twee jaar laten aanhouden: P.F.X. De Ram (red.), Joannis Molani Historiae Lovaniensium libri XIV, vol. II, 1861, p. 825 (De Judaeis inficientibus puteos).
5. ↑  In de stadsrekeningen van 1420: den hertoge van Cleyn-Egypten, geheeten Andries, ende alle syn geselschap die verdreven waeren, iii° january, vier amen hope, twee amen vii vierendeel risch wyn, een rindt, vier hamelen, vic lxx broot, ende doen sy henen gingen, xxv fransch lammeren.
6. ↑  Jan Frans Foppens, overgenomen in Abbé Mann, Abrégé de l'histoire ecclesiastique, civile, et naturelle de la ville de Bruxelles et de ses environs, vol. I, 1785, p. 81
7. ↑  Alain van Crugten, "Un voyageur de Bohême à la cour de Bourgogne" in: Brusselse cahiers, XXI, 1976, p. 67
8. ↑  Berdich Svatoš, "Un témoignage tchèque sur la Belgique à l'époque des ducs de Bourgogne" in: Annuaire de l'Institut de Philologie et d'Histoire Orientales et Slaves, vol. 14, 1954-1957, p. 391-398
9. ↑  A.G. Demanet, "La Peste de Bruxelles en 1489 et le Père Thierry de Munster", in: Collection de précis historiques et mélanges religieux, littéraires et scientifiques, vol. 27, 1878, p. 165-178
10. ↑  Herman Pleij, "Volksfeest en toneel in de middeleeuwen", in: De Revisor, 1976, nr. 6, p. 52-63 en 1977, nr. 1, p. 34-41
11. ↑  Jonas Roelens, "Mayken en Magdaleene" in: Verzwegen verlangen. Een geschiedenis van homoseksualiteit in België, eds. Wannes Dupont, Jonas Roelens en Elwin Hofman, 2017, p. 46
12. ↑  Voor hun namen, zie: Alexandre Henne en Alphonse Wauters, Histoire de la ville de Bruxelles, deel I, 1845, p. 416
13. ↑  J. May, "La peste de 1578 à Bruxelles", in: Annales de la Société belge d'histoire des hôpitaux, 1974, p. 79-95
14. ↑  Jean-Louis Van Belle, Recensement des édifices et maisons de Bruxelles par le Sieur de Chassey en 1597-1598, 2017. ISBN 9782874570919
15. ↑  J. Charlier, La peste à Bruxelles de 1667 à 1669 et ses conséquences démographiques, 1969
16. ↑  Dirk van Waelderen, "Feest in Brussel na de inname van de stad Buda in 1686. De analyse van een politiek prentenverhaal van Romeyn de Hooghe", in: De Achttiende Eeuw, 2013, nr. 45
17. ↑  Dirk van Waelderen, Feest in Brussel na de inname van de stad Buda in 1686. De analyse van een politiek prentenverhaal van Romeyn de Hooghe in: De Achttiende Eeuw, 2013, p. 111-141
18. ↑  Brusselse vondelingen in Parijs, Jonge Historici, 16 december 2015
19. ↑  Rolf Falter, België. Een geschiedenis zonder land, 2012
20. ↑  C. Roman, "Cent cinquante ans d'éclairage au gaz a Bruxelles", in: Cahiers Bruxellois, nr. XXI,1976, p. 96-146[dode link]
21. ↑  Jean d'Osta, "Une histoire d'eau", in: Notre Bruxelles oubliée, 1977, p. 16-19
22. ↑  Emmanuel Waegemans, Het land van de blauwe vogel. Russen in België, 1991
23. ↑  Isabelle Devos, De cholera-epidemie van 1866 in Brussel: een reconstructie, Queteletcentrum UGent, september 2020
24. ↑  Eric Christiaens, Venise à Bruxelles , in: LACA Tijdingen, 2003, nr. 2, p. 5-13
25. ↑  Honderd jaar na vreselijke brand in Schaarbeeks gemeentehuis, BRUZZ, 28 oktober 2011
26. ↑  Hans Vandecandelaere, In Brussel. Een reis door de wereld, 2012, p. 23
27. ↑  Onleefbare stad? Philippe Van Parijs roept op tot ongehoorzaamheid, Brussel Deze Week, 24 mei 2012
28. ↑  De grauwe jaren 1980: Joy Division en jeugdige arrogantie in de muziek, BRUZZ, 21 mei 2015
29. ↑  Elektrische deelsteps willen Brussel veroveren, BRUZZ, 22 juni 2018